# Wiktor Grąbczewski
Wiktor Grąbczewski (ur. 15 marca 1863, zm. 14 kwietnia 1924 w Warszawie) – polski śpiewak operowy baryton, reżyser.

## Życiorys
Urodził się 15 marca 1863 i skończył studia agronomiczne w Dublanach. Uczył się śpiewu u Jana Quattriniego i Jana Reszke w Paryżu oraz w Mediolanie.
Występy rozpoczął w 1888 w Warszawie a debiutował w 1890 w Mediolanie w operze "Traviata" jako Alfredo Germont. Wystąpił pod pseudonimem Vittorio Edmondi, którego używał podczas występów zagranicznych. Występował w Neapolu, Florencji i Bolonii. W 1892 wystąpił Covent Garden w Londynie a następnie w Stanach Zjednoczonych m.in. w Chicago, Filadelfii, Bostonie i Nowym Jorku. W grudniu 1893 wystąpił w Metropolitan Opera w partii Silva w operze Pajace.
W 1896 dał serię występów w Warszawie i jesienią został zaangażowany do zespołu opery Warszawskich Teatrów Rządowych. Gościnnie występował w Londynie, Petersburgu, Moskwie, Odessie, Kijowie. W sezonie 1905/06 był zatrudniony jako reżyser w teatrze lwowskim. W 1915 został zatrudniony jako główny reżyser Teatru Wielkiego w Warszawie.
Z powody stanu zdrowia rezygnuje z zajmowanego stanowiska oraz w 1916 wycofuje się z zespołu opery i zajął się działalnością pedagogiczną. W swoim jubileuszu trzydziestopięciolecia w lutym 1924 wystąpił w partii Escamilla w "Carmen" i był to jego ostatni występ.
W 1899 ożenił się z Wandą Marią Wichrowską i w następnym roku urodził się syn Edmund.
Zmarł 14 kwietnia 1924 w Warszawie i pochowany został na cmentarzu powązkowskim.